# 버디부
버디부(Buddyboo)는 대한민국의 반려동물 용품 브랜드이다. ㈜프로파운더가 운영하며, 주로 강아지와 고양이를 위한 제품을 개발 및 판매한다. 일부 제품은 수의사, 개 훈련사와의 협력을 통해 개발된다고 알려져 있다. 

## 주요 제품
버디부는 반려동물의 건강과 생활 편의를 위한 다양한 제품군을 보유하고 있다. 주요 제품은 다음과 같다.

### 장난감
- 버디볼 (Buddyball)
자동으로 움직이며 반려견의 노즈워크 활동을 유도하는 스마트 장난감이다. USB-C 타입으로 충전 가능하다. 내구성을 위해 네오플랜 소재와과 견고한 플라스틱 소재로 제작된다.[1]
- 트윙클 낚시대 (Twinkle Wand Toy)
광섬유 LED 라이트를 활용하여 고양이의 시각을 자극하는 낚싯대 형태의 장난감이다. 3단으로 길이 조절이 가능한 와이어를 사용하며, AA 건전지 2개로 작동한다.

### 영양제
- 케어샷 (CareShot) 시리즈
고양이의 특정 건강 관리를 위한 영양제로, 신장 및 요로 건강을 위한 '레날&유리너리', 기관지 및 심장 건강을 위한 '허피스', 종합 건강을 위한 '올인원' 등이 있다. 수의사가 개발에 참여했으며, 특허 성분을 함유하고 있다.[2]

### 위생/케어 용품
- 낼름매트 (Naelreum Mat)
실리콘 소재로 제작된 노즈워크 매트이다. 다수의 간식 포켓과 미끄럼 방지용 흡착패드가 특징이다.
- 덴탈펜 (Dental Pen)
효소 치약과 소형 칫솔이 일체형으로 구성된 반려동물용 구강 관리 도구이다.

### 기타 제품
- 플레잉 덴탈츄: 고양이용 치아 관리 간식이다.
- 둥둥해먹: 창문에 설치 가능한 고양이용 투명 해먹이다.
- 캣라이너: 고양이 화장실용 전체갈이 라이너이다.
- 힐링하네스: 반려견의 관절 보호를 위한 하네스 및 리드줄이다.